# 楽浪駅
楽浪駅（ランナンえき、朝鮮語: 락랑역）は、朝鮮民主主義人民共和国平壌市楽浪区域にある駅で、楽浪線に属する。

## 隣の駅
楽浪線
力浦駅 - 楽浪駅